# Aleksandras Čyras
Aleksandras Čyras (* 15. März 1927 in Merkinė; † 29. September 2001 in Vilnius) war ein litauischer Bauingenieur und Professor.

## Leben
1950 absolvierte er mit Auszeichnung das Diplomstudium an der Baufakultät der Kauno universitetas und ab 1950 lehrte am Kauno politechnikos institutas (KPI), 1954 promovierte und von 1961 bis 1969 war  Prorektor der Filiale Vilnius der KPI. 1966 habilitierte er und war von 1969 bis 1990 Rektor des Vilniaus inžinerinis statybos institutas, seit 1968 Professor. 
1985 wurde er Ehrendoktor der Bauhochschule Weimar.

## Bibliografie
- Tiesinio programavimo metodai tamprioms plastinėms sistemoms skaičiuoti (1969 m., rusų kalba)
- Optimizacijos teorija kietojo deformuojamojo kūno ribinėje analizėje (1971 m., rusų k.)
- Tamprių-plastinių sistemų analizės ir optimizacijos matematiniai modeliai (1982 m., rusų k., 1983 m., anglų kalba)
- Statybinė mechanika: teorija ir algoritmai: vadovėlis (1989 m., rusų k.)
- Statybinė mechanika: vadovėlis (1990 m.)